# Liste der israelischen Vorschläge für die Oscar-Nominierung in der Kategorie bester internationaler Film
Die Liste der israelischen Vorschläge für die Oscar-Nominierung in der Kategorie bester internationaler Film (bis 2019 bester fremdsprachiger Film (Best Foreign Language Film of the Year), seit der Oscarverleihung 2020 Best International Feature Film). führt alle für Israel bei der Academy of Motion Picture Arts and Sciences (AMPAS) für die Kategorie eingereichten Filme.
Seit 1948 wird bei den Oscars alljährlich auch ein fremdsprachiger Film geehrt. Von 1948 bis 1956 geschah dies in Form eines Spezial- bzw. Ehrenoscars.

Eine eigene Kategorie mit fünf Nominierungen, wie in den übrigen regulären Kategorien, wurde im Jahr 1957 geschaffen. Der Preis wird an den Film und das vorschlagende Land vergeben und nicht an Einzelpersonen. Der Regisseur des Films nimmt den Preis üblicherweise stellvertretend für das gesamte Filmteam entgegen, ist aber kein offizieller Preisträger laut Richtlinien der Oscars. Auf der Statue selbst werden das Produktionsland, der Filmtitel und der Name des Regisseurs eingraviert.

Seit 2007 wird in einem zweistufigen Verfahren aus allen zugelassenen Einreichungen der vorschlagsberechtigten Länder eine Vorauswahl getroffen. Ein Komitee aus Mitgliedern der Academy nominiert mehrere Filme, die auf einer Short-List veröffentlicht werden. Aus diesen Vorschlägen werden die fünf Nominierungen ausgewählt. Bis 2019 erschienen 9 Filme auf dieser Liste, 2020 dann einmalig 10. Aufgrund der Corona-Krise wurde diese Zahl 2021 auf 15 aufgestockt und beibehalten.
Seit 1990 wird die mit dem Ophir preisgekrönte Produktion in der Kategorie Bester Film automatisch für Israel als Kandidat für den besten internationalen Film bei der AMPAS eingereicht. Der Ophir Award (פרס אופיר) ist ein israelischer Filmpreis, der erstmals 1982 und seit 1990 jährlich von der Israelischen Akademie für Film und Fernsehen (האקדמיה הישראלית לקולנוע וטלוויזיה) für die herausragenden Arbeiten der israelischen Filmindustrie verliehen wird.
Insgesamt 56 Filme wurden von Israel vorgeschlagen.

| Einreichungen | Short-List | Nominierungen | Auszeichnungen |
| ------------- | ---------- | ------------- | -------------- |
| 56            | 5          | 10            | 0              |

Von der offiziellen AMPAS-Datenbank wird Israel bei Nominierungen auf Platz 10 geführt.

Israel ist das am häufigsten nominierte Land, ohne die Kategorie je gewonnen zu haben.

## Israelische Vorschläge
| Jahr der Verleihung | Originaltitel                                                                 | Deutscher oder internationaler Verleihtitel                  | Sprachen                                                     | Regisseur                                 | Produktionsland                          | Ergebnis        |
| ------------------- | ----------------------------------------------------------------------------- | ------------------------------------------------------------ | ------------------------------------------------------------ | ----------------------------------------- | ---------------------------------------- | --------------- |
| 1965                | סאלח שבתי (Sallah Shabati)                                                    | Sallah – oder: Tausche Tochter gegen Wohnung                 | Hebräisch                                                    | Ephraim Kishon                            | Israel                                   | Nominiert       |
| 1966                | La cage de verre                                                              | Der Glaskasten / The Glass Cage                              | Französisch, Hebräisch                                       | Philippe Arthuys, Jean-Louis Levi-Alvarès | Frankreich, Israel                       | Nicht nominiert |
| 1967                | שני קוני למל (Shnei Kuni Leml)                                                | The Flying Matchmaker                                        | Hebräisch                                                    | Israel Becker                             | Israel                                   | Nicht nominiert |
| 1969                | כל ממזר מלך (Kol mamzer melech)                                               | Jeder Bastard ein König / Every Bastard a King               | Hebräisch                                                    | Uri Zohar                                 | Israel                                   | Nicht nominiert |
| 1970                | מצור (Siege)                                                                  | Matzor                                                       | Hebräisch                                                    | Gilberto Tofano                           | Israel                                   | Nicht nominiert |
| 1972                | הַשּׁוֹטֵר אָזוּלַאי HaSchōṭer Asūlāj                                                 | Schlaf gut, Wachtmeister!                                    | Hebräisch                                                    | Ephraim Kishon                            | Israel                                   | Nominiert       |
| 1973                | אני אוהב אותך רוזה (Ani Ohev Otach Rosa)                                      | Ani Ohev Otach Rosa - Ich liebe dich, Rosa                   | Hebräisch                                                    | Moshé Mizrahi                             | Israel                                   | Nominiert       |
| 1974                | בית ברחוב שלוש (Ha-Bayit Berechov Chelouche)                                  | Das Haus in der dritten Straße                               | Hebräisch                                                    | Moshé Mizrahi                             | Israel                                   | Nominiert       |
| 1976                | מיכאל שלי (Michael Sheli)                                                     | Mein Michael / My Michael                                    | Hebräisch                                                    | Dan Wolman                                | Israel                                   | Nicht nominiert |
| 1978                | מבצע יונתן / Mivtsa Yonatan                                                   | Operation Thunderbolt                                        | Hebräisch, Englisch, Deutsch, Arabisch, Spanisch             | Menahem Golan                             | Israel                                   | Nominiert       |
| 1979                | אסקימו לימון / Eskimo Limon                                                   | Eis am Stiel                                                 | Hebräisch                                                    | Boaz Davidson                             | Israel                                   | Nicht nominiert |
| 1980                | רגעים (Rega'im)                                                               | Moments de la vie d'une femme / Augenblicke der Zärtlichkeit | Hebräisch, Französisch                                       | Michal Bat-Adam                           | Israel                                   | Nicht nominiert |
| 1981                | על חבל דק (Al Chaewal Dak)                                                    | The Thin Line / Vor dem Abgrund                              | Hebräisch                                                    | Michal Bat-Adam                           | Israel                                   | Nicht nominiert |
| 1982                | אלף נשיקות קטנות (Elef Nishikot K'tanot)                                      | A Thousand Little Kisses / Bittere Küsse                     | Hebräisch                                                    | Mira Recanati                             | Israel                                   | Nicht nominiert |
| 1983                | חמסין (Hamsin)                                                                | Der Wind der Wüste                                           | Hebräisch, Arabisch                                          | Daniel Wachsmann                          | Israel                                   | Nicht nominiert |
| 1984                | זוג נשוי (Zug nasui)                                                          | A Married Couple                                             | Hebräisch                                                    | Yitzhak Yeshurun                          | Israel                                   | Nicht nominiert |
| 1985                | מאחורי הסורגים (Me Ahorei Ha Soragim)                                         | Jenseits der Mauern / Beyond the Walls                       | Hebräisch                                                    | Uri Barbash                               | Israel                                   | Nominiert       |
| 1986                | עד סוף הלילה (Ad Soff Halaylah)                                               | Wenn es Nacht wird                                           | Hebräisch                                                    | Eitan Green                               | Israel                                   | Nicht nominiert |
| 1987                | אוונטי פופלו (Avanti Popolo)                                                  | Feinde unter sich                                            | Hebräisch, Arabisch                                          | Rafi Bukai                                | Israel                                   | Nicht nominiert |
| 1988                | לא שם זין (Lo Sam Zayin)                                                      | Verdammte Helden                                             | Hebräisch                                                    | Shmuel Imberman                           | Israel                                   | Nicht nominiert |
| 1989                | הקיץ של אביה / Ha-Kayits Shel Aviya                                           | Aviyas Sommer                                                | Hebräisch, Jiddisch                                          | Eli Cohen                                 | Israel                                   | Nicht nominiert |
| 1990                | אחד משלנו (Ehd Mishelanu)                                                     | One of us                                                    | Hebräisch                                                    | Uri Barbash                               | Israel                                   | Nicht nominiert |
| 1991                | שורו (Shuroo)                                                                 | The Lookout                                                  | Hebräisch                                                    | Savi Gavison                              | Israel                                   | Nicht nominiert |
| 1992                | מעבר לים (Me'ever Layam)                                                      | Beyond the sea / Over the Ocean                              | Hebräisch                                                    | Jacob Goldwasser                          | Israel                                   | Nicht nominiert |
| 1993                | החיים על פי אגפה (Ha-Chayim Al-Pi Agfa)                                       | Nachtaufnahmen                                               | Hebräisch                                                    | Assi Dayan                                | Israel                                   | Nicht nominiert |
| 1994                | נקמתו של איציק פינקלשטיין / Nikmato Shel Itzik Finkelstein                    | Die Rache des Itzik Finkelstein                              | Hebräisch                                                    | Enrique Rottenberg                        | Israel                                   | Nicht nominiert |
| 1995                | שחור (Sh'Chur)                                                                | Sh'Chur / Svart magi                                         | Hebräisch                                                    | Shmuel Hasfari                            | Israel                                   | Nicht nominiert |
| 1996                | חולה אהבה בשיכון גימל (Hole Ahava B'Shikun Gimel)                             | Lovesick on Nana Street / Liebeskrank                        | Hebräisch                                                    | Savi Gavison                              | Israel                                   | Nicht nominiert |
| 1997                | הקדושה (Clara haKedoscha)                                                     | Saint Clara                                                  | Hebräisch, Russisch                                          | Ari Folman, Ori Sivan                     | Israel                                   | Nicht nominiert |
| 1998                | עפולה אקספרס (Afula Express)                                                  | Pick a Card                                                  | Hebräisch                                                    | Julie Shles                               | Israel                                   | Nicht nominiert |
| 1999                | קרקס פלשתינה (Kirkas Palestina)                                               | Circus Palestine / Zirkus Palestina                          | Hebräisch, Arabisch, Russisch                                | Eyal Halfon                               | Israel                                   | Nicht nominiert |
| 2000                | החברים של יאנה (Ha-Chaverim Shel Yana)                                        | Yana's Friends / Yanas Freunde                               | Hebräisch, Russisch, Englisch                                | Arik Kaplu                                | Israel                                   | Nicht nominiert |
| 2001                | ההסדר (Ha-Hesder)                                                             | Time of Favor                                                | Joseph Cedar                                                 | Hebräisch                                 | Israel                                   | Nicht nominiert |
| 2002                | חתונה מאוחרת (Hatuna Meuheret)                                                | Late Marriage / Hochzeit wider Willen                        | Hebräisch, Judäo-Georgisch                                   | Dover Kosashvili                          | Israel, Frankreich                       | Nicht nominiert |
| 2003                | כנפיים שבורות, Knafayim Shvurot                                               | Broken Wings                                                 | Hebräisch                                                    | Nir Bergman                               | Israel                                   | Nicht nominiert |
| 2004                | האסונות של נינה (Ha-Asonot Shel Nina)                                         | Nina's Tragedies                                             | Hebräisch                                                    | Savi Gavison                              | Israel                                   | Nicht nominiert |
| 2005                | מדורת השבט (Medurat Hashevet)                                                 | Campfire                                                     | Hebräisch                                                    | Joseph Cedar                              | Israel                                   | Nicht nominiert |
| 2006                | איזה מקום נפלא (Eize Makom Nifla)                                             | Willkommen in Israel                                         | Hebräisch, Russisch, Tagalog, Filipino, Englisch             | Eyal Halfon                               | Israel, Deutschland                      | Nicht nominiert |
| 2007                | אדמה משוגעת (Adama Meshuga'at)                                                | Sweet Mud – Im Himmel gefangen                               | Hebräisch                                                    | Dror Shaul                                | Israel, Deutschland                      | Nicht nominiert |
| 2008                | בופור (Beaufort)                                                              | Beaufort                                                     | Hebräisch                                                    | Joseph Cedar                              | Israel                                   | Nominiert       |
| 2009                | אלס עם באשיר (Vals im Bashir)                                                 | Waltz with Bashir                                            | Hebräisch                                                    | Ari Folman                                | Israel, Frankreich, Deutschland          | Nominiert       |
| 2010                | עג'מ (Ajami)                                                                  | Ajami                                                        | Arabisch, Hebräisch, Englisch                                | Yaron Shani, Scandar Copti                | Israel, Deutschland                      | Nominiert       |
| 2011                | שליחותו של הממונה על משאבי אנוש (Shliḥuto shel Ha’Memuneh al Mash’abey Enosh) | Die Reise des Personalmanagers                               | Hebräisch, Rumänisch                                         | Eran Riklis                               | Israel, Frankreich, Deutschland          | Nicht nominiert |
| 2012                | הערת שוליים (Hearat Shulayim)                                                 | Footnote                                                     | Hebräisch                                                    | Joseph Cedar                              | Israel                                   | Nominiert       |
| 2013                | למלא את החלל (Lemale et ha'halel)                                             | Fill the Void / An ihrer Stelle                              | Hebräisch                                                    | Rama Burshtein                            | Israel                                   | Nicht nominiert |
| 2014                | בית לחם (Bethlehem)                                                           | Bethlehem – Wenn der Feind dein bester Freund ist            | Hebräisch, Arabisch                                          | Yuval Adler                               | Israel                                   | Nicht nominiert |
| 2015                | גט - המשפט של ויויאן אמסאלם (Ha'mishpat shel Vivian Amsalem)                  | Get – Der Prozess der Viviane Amsalem                        | Hebräisch, Französisch, Arabisch                             | Shlomi Elkabetz                           | Israel, Frankreich, Deutschland          | Nicht nominiert |
| 2016                | באבא ג'ון (Baba Joon)                                                         | Baba Joon                                                    | Persisch, Hebräisch                                          | Yuval Delshad                             | Israel                                   | Nicht nominiert |
| 2017                | סופת חול (Sufat Chol)                                                         | Sandsturm                                                    | Arabisch                                                     | Elite Zexer                               | Israel                                   | Nicht nominiert |
| 2018                | פוֹקְסטְרוֹט                                                                      | Foxtrot – Der Tanz des Schicksals                            | Hebräisch                                                    | Samuel Maoz                               | Israel, Deutschland, Frankreich, Schweiz | Short List      |
| 2019                | האופה מברלין (ha’ofeh miberlin)                                               | Der Kuchenmacher / The Cakemaker                             | Hebräisch, Deutsch, Englisch                                 | Ofir Raul Grazier                         | Israel, Deutschland                      | Nicht nominiert |
| 2020                | ימים נוראים (Yamim Noraim)                                                    | Incitement                                                   | Hebräisch                                                    | Yaron Zilberman                           | Israel                                   | Nicht nominiert |
| 2021                | אסיה (Asia)                                                                   | Asia                                                         | Hebräisch, Russisch                                          | Ruthy Pribar                              | Israel                                   | Nicht nominiert |
| 2022                | ויהי בוקר                                                                     | Let It Be Morning                                            | Hebräisch, Arabisch                                          | Eran Kolirin                              | Israel, Frankreich                       | Nicht nominiert |
| 2023                | סינמה סבאיא                                                                   | Cinema Sabaya                                                | Hebräisch, Arabisch, Englisch                                | Orit Fouks Rotem                          | Israel                                   | Nicht nominiert |
| 2024                | שבע ברכות (Sheva Brachot)                                                     | Seven Blessings                                              | Hebräisch, Arabisch, Französisch, Marokkanisches Französisch | Ayelet Menahemi                           | Israel                                   | Nicht nominiert |
| 2025                | קרוב אלי                                                                      | Come Closer                                                  | Hebräisch, Englisch                                          | Tom Nesher                                | Italien, Israel                          | Nicht nominiert |